# Enlace permanente
Un enlace permanente (del inglés, permanent link, abreviado como permalink) es una URL permanente a un artículo específico de un blog, foro, o de una página web en general, para poder hacer referencia a él aun cuando el artículo haya pasado de la página principal a los archivos. También se usa con mucha frecuencia como enlace persistente de registros en bases de datos dinámicas, de publicaciones científicas, etc. Debido a que este enlace es permanente, es menos susceptible de convertirse en un enlace roto. De esta forma se identifica de manera unívoca un contenido (artículo, discusión, metadatos, registro, análisis, etcétera), y se facilita el acceso directo, por medio de una referencia, a este contenido. La mayoría de los sistemas de blog modernos provee y soporta enlaces permanentes.
También es usado en una multitud de páginas web estáticas, para mejorar el posicionamiento en buscadores. Por otro lado, también es muy usual verlos en los foros para que la URL sea el título del post o foro, separado por guiones. Por ejemplo, esto-es-un-ejemplo-de-permalinks.html, lo que mejora su visibilidad.

## Historia
Originalmente, todos los hipervínculos eran enlaces permanentes, puesto que el contenido era estático. Sin embargo, desde que se popularizaron las páginas web dinámicas, esto simplemente ya no es el caso.
Uno de los primeros usos de enlaces permanentes en su sentido actual ocurrió el 5 de marzo de 2000 en un artículo que Jason Kottke publicó en su blog, titulado en inglés Finally. Did you notice the… («Por fin ¿Te diste cuenta de la... ?»). Matt Haughey había comentado con Evan Williams y Paul Bausch, cofundadores de Blogger, la posibilidad de tener permalinks el fin de semana anterior, y Baush comentó que era técnicamente posible producir enlaces permanentes en Blogger usando una característica, escrita por él mismo, que permitía al identificador único de una entrada del blog ser colocada en una plantilla de Blogger. En respuesta al blog de Kottke, el 6 de marzo de 2000, Matt Haughey publicó los detalles técnicos en su propio blog, lo que ayudó a que se adoptara masivamente.

## Propósito
Un enlace permanente es deseable cuando el contenido al que hace referencia puede ser ligado o citado por una fuente externa a la organización que lo originó. Antes de la llegada de los sistemas de sitios web dinámicos de gran escala, los URLs eran creados por los mismos autores de los artículos. Una persona escribía un artículo y lo almacenaba en una estructura de directorios estática. Este artículo nunca cambiaba su posición en la estructura de directorios, y por lo tanto el enlace externo a este artículo era también permanente.
Con la llegada de los sistemas de gestión de contenidos, los artículos son almacenados en bases de datos y los artículos ya no corresponden a una estructura de ficheros y directorios estática, sino a una estructura de base de datos relacional que no corresponde con el formato de un URL y que puede fácilmente cambiar su estructura con el tiempo. Esto generó la necesidad de políticas deliberadas respecto al diseño de URLs invariantes que hacen referencia a artículos específicos, y que estas referencias sean fáciles de leer y recordar para un ser humano.
Por ejemplo, las URLs internas de Wikipedia basadas en interfaz de entrada común son simplificadas por su motor de reescritura. Por ejemplo, la URL interna de un artículo de Wikipedia llamado Ejemplo, sería http://es.wikipedia.org/w/index.php?title=Ejemplo, y el motor de reescritura lo transforma en una URL más fácil de leer por un ser humano así: http://es.wikipedia.org/wiki/Ejemplo.
Los artículos de un blog están disponibles en la página principal del blog solo por un período corto de tiempo. Cuando un usuario vuelve tiempo después a esta página encuentra que los artículos anteriores han sido reemplazados por nuevos artículos. Mostrar el enlace permanente del artículo dentro del mismo alienta a los lectores a guardar una referencia permanente al contenido específico de este artículo en vez de a la página principal del blog.
Las enlaces permanentes usualmente consisten en una serie de caracteres que representan la fecha y hora del artículo y el autor o el tema del artículo. De manera crucial, si un artículo es cambiado, renombrado o movido dentro de la base de datos interna, su enlace permanente se mantiene inalterado, ya que funciona como una magic cookie que hace referencia a un identificador único dentro de la base de datos interna. Si un artículo es eliminado por completo, su enlace permanente no será utilizado para otro artículo.
Los enlaces permanentes han sido utilizados para una serie de innovaciones incluyendo trazado de enlaces; trackbacks, que es cuando el autor de un artículo es notificado cuando alguien responde a o comenta acerca de ese artículo; o para referirse a entradas específicas dentro de una corriente sindicada de RSS o Atom.

## Enlaces permanentes y versiones
Muchos sistemas de gestión de contenidos y de blogging no soportan manejo de versiones de los artículos que contienen. Esto significa que si el contenido de un artículo es actualizado, no se crea una nueva versión del artículo, y por lo tanto el enlace permanente puede hacer referencia a un contenido distinto en diversos momentos. Dentro del contexto de los sistemas que sí manejan versiones, como por ejemplo los wikis, un enlace permanente se entiende como una referencia a una versión específica del artículo. En este sentido, el enlace hará referencia a un contenido que no cambiará con el tiempo.
Un tipo de wiki que soporta este tipo de enlaces permanentes es MediaWiki, que es el software sobre el que funciona Wikipedia. En su implementación actual, versiones antiguas de artículos específicos, imágenes y plantillas son accedidos por medio de una referencia invariante única, aunque las versiones más recientes de los artículos no pueden hacer referencia a imágenes o plantillas de versiones anteriores.
Cuando un artículo de Wikipedia o Wikinews cita otro artículo, se recomienda utilizar enlaces permanentes a versiones específicas. Así se asegurará que el contenido no cambiará durante evaluaciones posteriores. Así, un evaluador puede ver el texto citado en la versión al que se hace referencia, y compararlo con la versión más reciente.

## Presentación
Los artículos de un blog usualmente muestran la siguiente estructura:
- Título
- Fecha
- Texto
- Comentarios, enlace permanente y categorías a los que pertenece el artículo (conocido como metadata).

El enlace permanente normalmente es denotado con el texto «permalink» o «enlace a este contenido», pero también se puede denotar con un símbolo, típicamente el signo numeral (#). Sin embargo, algunos sitios web utilizan otros símbolos como un asterisco, un guion o un calderón.

## Detección de Permalinks
Los permalinks pueden detectarse dentro del HTML de la página en cuestión para permitir a herramientas automáticas web utilizar preferentemente un enlace permanente. La manera de denotar un enlace permanente es:
```
<
link
 
rel
=
"bookmark"
 
href
=
"URL"
 
/>

```